# Кабіри

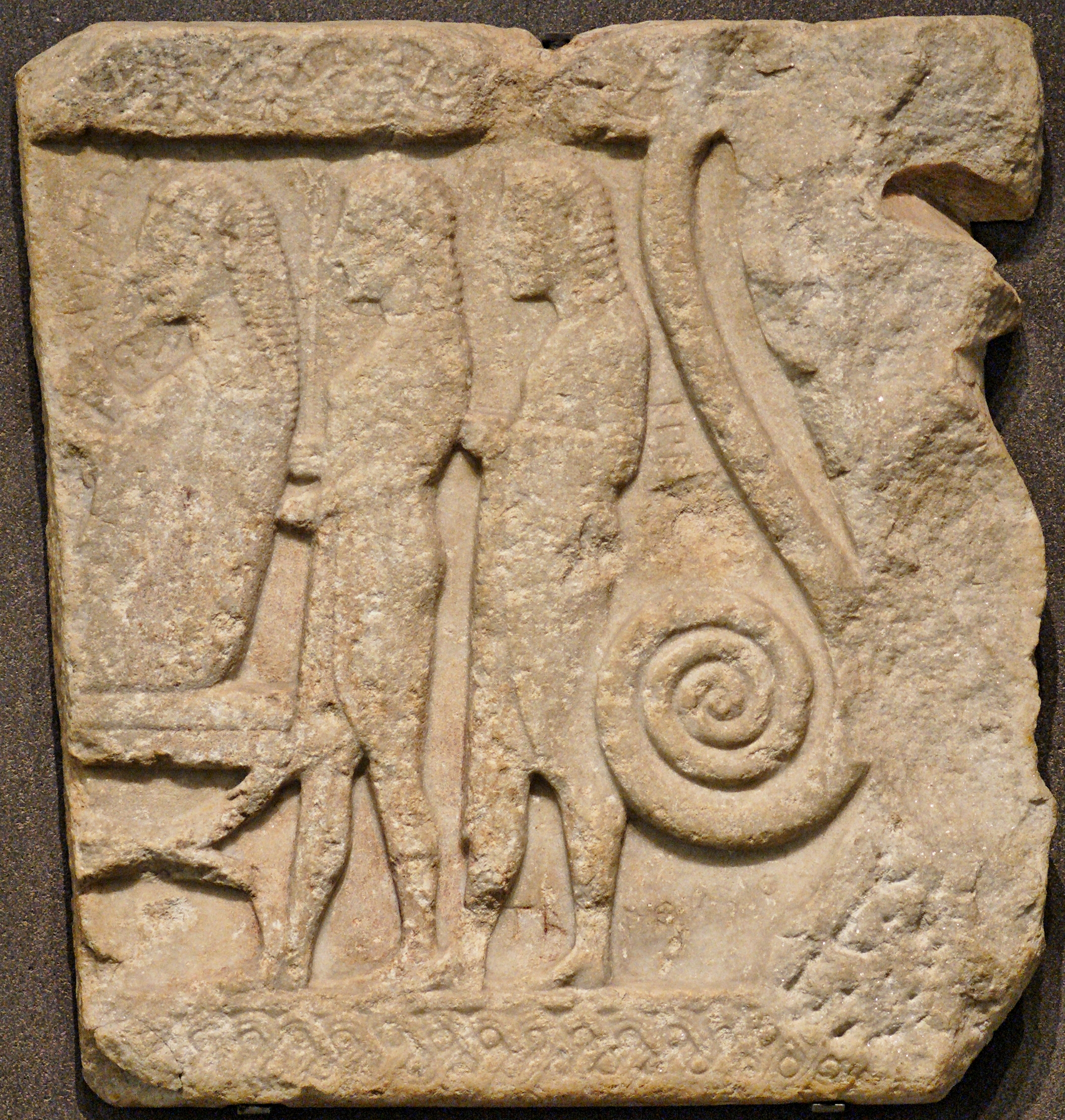
Рель'єфний фрагмент з острова Самотракі: Обряд посвячення Агамемнона в культ Кабірів. Знаходиться в Луврі

Кабіри, також Кавіри (грец. Κάβειροι) — стародавні божества родючості, мореплавства й вогню.
Неповні відомості про них знаходимо в письменників VI ст. до н. е. На думку багатьох учених, культ к. перенесено до Греції зі Сходу (по-фінікійському — великі боги). Деякі вчені вважають, що культ к. бере початок від пеласгів, хоч є прибічники й семітського походження культу. Особливо шанували к. у Беотії, на островах Самотракі, Делос, Лемнос та ін. В історичний час культ к. як божеств урожаю зливається на Самотракі з культом Деметри; на Лемносі — це помічники Гефеста; на інших грецьких островах їх ототожнювали з Діоскурами тощо. Культ  мав характер містерій. На Самотракі існував окремий стан кабірів-жерців. Цицерон називає урочистості на честь кабірів оргіями і твердить, що їх улаштовували вночі.